# Knema stenocarpa
Knema stenocarpa är en tvåhjärtbladig växtart som beskrevs av Otto Warburg. Knema stenocarpa ingår i släktet Knema och familjen Myristicaceae. Inga underarter finns listade i Catalogue of Life.